# Giacinto Berloco
Giacinto Berloco (Altamura, 31 augustus 1941), titulair aartsbisschop van Fidenae, was de apostolische nuntius voor België vanaf 18 juni 2009 tot de zomer van 2016.
Sinds 24 juli van datzelfde jaar was hij tevens nuntius voor Luxemburg. In beide functies volgde hij Karl-Josef Rauber op.
Berloco startte zijn diplomatieke carrière als secretaris en raadgever van de apostolisch nuntius van Costa Rica, Nederland en Spanje. Hij werkte ook een tijd voor de Raad voor Openbare Aangelegenheden van de Kerk, tegenwoordig het Secretariaat voor de Relaties met de Staten van het Staatssecretariaat van de Heilige Stoel. In februari 2005 werd hij nuntius in Venezuela.
In de zomer van 2016 ging hij met emeritaat en op 12 oktober 2016 werd hij in België opgevolgd door Augustine  Kasujja, titulair aartsbisschop van Cesarea in Numidië die hem op 7 december 2016 ook in Luxemburg opvolgde.